# Bošnjački članovi Predsjedništva Bosne i Hercegovine
Slijedi popis bošnjačkih članova Predsjedništva Bosne i Hercegovine, odnosno člana Predsjedništva Bosne i Hercegovine iz reda bošnjačkog naroda:
| #  | fotografija | ime                               | mandat              | mandat              | stranka |
| -- | ----------- | --------------------------------- | ------------------- | ------------------- | ------- |
| 1. |             | Alija Izetbegović (1925. – 2003.) | 5. listopada 1996.  | 14. listopada 2000. | SDA     |
| 2. |             | Halid Genjac (r. 1958.)           | 14. listopada 2000. | 30. ožujka 2001.    | SDA     |
| 3. |             | Beriz Belkić (r. 1946.)           | 30. ožujka 2001.    | 5. listopada 2002.  | SBiH    |
| 4. |             | Sulejman Tihić (1951. – 2014.)    | 5. listopada 2002.  | 6. studenoga 2006.  | SDA     |
| 5. |             | Haris Silajdžić (r. 1946.)        | 6. studenoga 2006.  | 10. studenoga 2010. | SBiH    |
| 6. |             | Bakir Izetbegović (r. 1956.)      | 10. studenoga 2010. | 20. studenoga 2018. | SDA     |
| 7. |             | Šefik Džaferović (r. 1957.)       | 20. studenoga 2018. | 16. studenoga 2022  | SDA     |
| 8. |             | Denis Bećirović (r. 1975.)        | 16. studenoga 2022. | trenutačno          | SDP BiH |